# Демидов, Александр Вениаминович
Александр Вениаминович Демидов (1928—1993) — советский капитан речного флота, лауреат Государственной премии СССР (1984)

## Биография
Потомственный речник, сын капитана нефтеналивных барж. Во время войны каждое лето работал на пристани Камское Устье: ученик слесаря, слесарь, диспетчер перегрузочных работ.
Окончил судоводительское отделение Горьковского речного училища (1950) и заочный факультет Горьковского института инженеров водного транспорта (1979, ныне Волжский государственный университет водного транспорта).
В 1951—1959 штурман на судах Волжского объединённого речного пароходства (ВОРП). С 1960 по 1974 год капитан теплохода «Козьма Минин».
С 1974 года капитан нового четырёхпалубного теплохода «Максим Горький» пассажировместимостью 216 человек.

## Награды
Награждён орденами Октябрьской Революции, Трудового Красного Знамени, медалями СССР, бронзовой медалью ВДНХ — за внедрение прогрессивных методов судовождения. Лауреат Государственной премии СССР 1984 года — за выдающиеся достижения в труде. Почётный работник речного флота.

## Память
В 1994 году одному из грузовых судов ВОРПа присвоено имя «Александр Демидов».